# П-500
П-500 — апарат магнітного запису призначений для запису і відтворення телефонних сигналів з виходів радіоприймачів, проводових і кабельних ліній зв'язку.

## Опис
Запис здійснюється на магнітну стрічку типу В-2605-12 Ту6-17-749-75 шириною 12,7 мм і товщиною 55 мікрон по 10 каналам одночасно або вибірково з автоматичним стиранням попередніх записів.
Кожен канал має автоматичне і неоперативне ручне регулювання рівня записуваних сигналів.
Канали 1 —9 мають по два симетричних входи, розрахованих на сигнали величиною 0,1-3 В і 3-100 В. Канал 10 має один симетричний вхід для сигналів величиною 0,1-3 В.
Є можливість запису звукових сигналів з мікрофону по будь-якому вибраному каналу.
Відтворення здійснюється за двома виходам, І і ІІ, кожен з яких може бути підключений до будь-якого обраного каналу і розрахований на одночасне підключення гучномовця і однієї пари головних навушників.
Вихід І працює на внутрішній гучномовець, вихід ІІ має штепсельне гніздо для підключення виносного гучномовця.
В апараті є спеціальний вихід, розрахований на підключення приладу ИВ-3М2 і постійно підключений до 10 каналів.
Апарат призначений для роботи в стаціонарних умовах, а також в спеціально обладнаних опалювальних напівпричепах, причепах і автомобільних кузовах на стійці.
Живлення апарату здійснюється від однофазної мережі змінного струму напругою 127/220 В ±10 % частоти 50Гц.
Апарат зберігає працездатність і зовнішній вигляд:
1. в інтервалі температур від мінус 10 °C до плюс 50 °C;
2. в умовах відносної вологості навколишнього повітря до 98 % при температурі до плюс 40°С;
3. в умовах утворення інею та роси.

## Конструкція
Апарат П-500 виконаний у вигляді настільної конструкції і кріпиться до робочого місця оператора за допомогою амортизаційних рам, розташованих знизу і ззаду апарату.
Конструктивною основою служить алюмінієва зварна шафа, що має габарити 350х650х860 мм. На обох сторонах шафи є ручки для перенесення апарату та вентиляційні жалюзі.
Для зменшення перегріву всередині апарату використовується вентилятор, крильчатка якого обертається електродвигуном.
Апарат має блочну конструкцію.
Всі підсилювачі та генератори апарату виконані у вигляді окремих функціональних плат друкованого монтажу, на кожній з яких є скорочене найменування відповідного блоку.